# Lema do bombeamento para linguagens de livre-contexto
O Lema do bombeamento para linguagens de livre-contexto,  também conhecido como o lema de Bar-Hillel, é um lema que dá uma propriedade compartilhada por todas as linguagem livre de contexto.

## Definição Formal
Se uma linguagem L é de livre-contexto, então existe um número inteiro p ≥ 1 onde, se s é uma cadeia qualquer em L com |s| ≥ p (onde p é o comprimento do bombeamento), então ela pode ser dividida em cinco partes
s = uvxyz
em que u, v, x, y e z são as subcadeias, e as condições |vxy| ≤ p, |vy| ≥ 1, e
uv nxy nz pertencem a L para cada inteiro n ≥ 0, devem ser obedecidas.

## Definição Informal e Explicação
O lema do bombeamento para linguagens de livre-contexto (chamado apenas de "lema do bombeamento" de agora em diante) descreve uma propriedade que todas as linguagens de livre-contexto garantidamente possuem.
Essa propriedade é uma propriedade de todas as cadeias da linguagem de tamanho pelo menos p, onde p é uma constante chamada de comprimento do bombeamento -- isso varia entre as linguagens de livre-contexto.
Considere s uma cadeia de tamanho pelo menos p que pertence à linguagem.
O lema do bombeamento afirma que s pode ser dividida em cinco subcadeias, {\displaystyle s=uvxyz}, onde vy é não-vazia e o tamanho de vxy é no máximo p, de tal forma que repetindo v e y qualquer (e igualmente) número de vezes em s produz uma cadeia que ainda pertence à linguagem (é possível e frequentemente útil repetir as cadeias zero vezes, removendo v e y da cadeia). Esse processo de "bombear" cópias adicionais de v e y é o que dá o nome do lema do bombeamento.
Note que linguagens finitas (que são regulares e portanto de livre-contexto) obedecem ao lema do bombeamento trivialmente tendo p igual ao maximo tamanho da cadeia em L mais un. Como não há cadeias desse tamanho, o lema do bombeamento não é violado.
O lema do bombemento é frequentemente usado para provar que uma dada linguagem não é de livre-contexto mostrando que para cada p, nós podemos achar uma cadeia s de tamanho pelo menos p na linguagem que não possui as propriedades mostradas acima, isto é, ela não pode ser "bombeada" sem produzir cadeias que não estão na linguagem.

## Uso do lema
O lema do bombeamento para linguagens de livre-contexto pode ser usado para mostrar que certa linguagem não é de livre-contexto.
Por exemplo, nós podemos mostrar que a linguagem {\displaystyle L=\lbrace a^{i}b^{i}c^{i}|i>0\rbrace } não é de livre-contexto usando o lema do bombemento numa prova por contradição. Primeiramente, assumimos que {\displaystyle L} é de livre-contexto. Pelo lema do bombeamento, existe um inteiro {\displaystyle p} que é o comprimento de bombeamento da linguagem {\displaystyle L}. Considere a cadeia {\displaystyle s=a^{p}b^{p}c^{p}} em {\displaystyle L}. O lema do bombeamento nos diz que {\displaystyle s} pode ser escrita na forma {\displaystyle s=uvxyz}, onde {\displaystyle u,v,x,y}, e {\displaystyle z} são subcadeias, de tal forma que {\displaystyle |vxy|\leq p}, {\displaystyle |vy|\geq 1}, e {\displaystyle uv^{i}xy^{i}z} pertence à {\displaystyle L} para todo inteiro {\displaystyle i\geq 0}. Por nossa escolha de {\displaystyle s} e pelo fato de {\displaystyle |vxy|\leq p}, é facilmente visto que a subcadeia {\displaystyle vxy} não pode conter mais que duas letras diferentes. Então, temos cinco possibilidades para {\displaystyle vxy}:
1. {\displaystyle vxy=a^{j}} para algum {\displaystyle j\leq p}.
2. {\displaystyle vxy=a^{j}b^{k}} para algum {\displaystyle j} e {\displaystyle k} sendo {\displaystyle j+k\leq p}.
3. {\displaystyle vxy=b^{j}} para algum {\displaystyle j\leq p}.
4. {\displaystyle vxy=b^{j}c^{k}} para algum {\displaystyle j} e {\displaystyle k} sendo {\displaystyle j+k\leq p}.
5. {\displaystyle vxy=c^{j}} para algum {\displaystyle j\leq p}.

Para cada caso, é facilmente verificado que {\displaystyle uv^{i}xy^{i}z} não contém números iguais de cada letra para qualquer {\displaystyle i\neq 1}. Assim, {\displaystyle uv^{2}xy^{2}z} não tem a forma de {\displaystyle a^{i}b^{i}c^{i}}. Isso contradiz a definição de {\displaystyle L}. Portanto, nossa suposição inicial que {\displaystyle L} é de livre-contexto é falsa.
Enquanto que o lema do bombeamento é geralmente uma ferramenta útil para provar que dada linguagem não é de livre-contexto, ela não dá uma completa caracterização de uma linguagem de livre-contexto. Se uma linguagem não satisfaz a condição dada pelo lema do bombeamento, nós estabelecemos que ela não é de livre-contexto. Porém, há linguagens que não são de livre-contexto, mas satisfazem a condição dada pelo lema do bombeamento. Existem técnicas de prova mais poderosas disponíveis, como o lema de Ogden, mas essas técnicas também não dão uma caracterização completa das linguagens de livre-contexto.